# Chiang Rai
Pour la province de Thaïlande, voir Province de Chiang Rai.
Ne doit pas être confondu avec Chiang Mai.
Chiang Raï ou Chiang Rai (thaï เชียงราย, littéralement la Ville majeure) est une ville du nord de la Thaïlande située sur la Kok. Elle compte une population de 75 000 personnes. 
A 13 kilomètres au sud, se trouve le Wat Rong Khun, plus connu sous le nom de « temple blanc ».
Chiang Rai est desservie par l'aéroport international de Chiang Rai (code AITA : CEI).

## Histoire
La ville fut fondée par le Roi Mengrai en 1262 et devint la première capitale du royaume de Lannathai, mais perdit peu après ce statut au profit de Chiang Mai. 
En 1432, le Bouddha d'émeraude, la plus importante représentation de Bouddha vénérée en Thaïlande, fut découvert à Chiang Rai dans un temple du nom de Wat Pa Yier (temple de la forêt de bambous) ; celui-ci fut alors renommé Wat Phra Kaeo.
Chiang Mai a été annexé par le Siam en 1899 puis Chiang Rai a été proclamé province de Thaïlande  en 1933.

## Géographie
Altitude : 397 m ; Longitude : 99.84 Latitude : 19.9
à 860 kilomètres au nord de Bangkok ; à 62 kilomètres au sud de la frontière birmane

## Curiosités

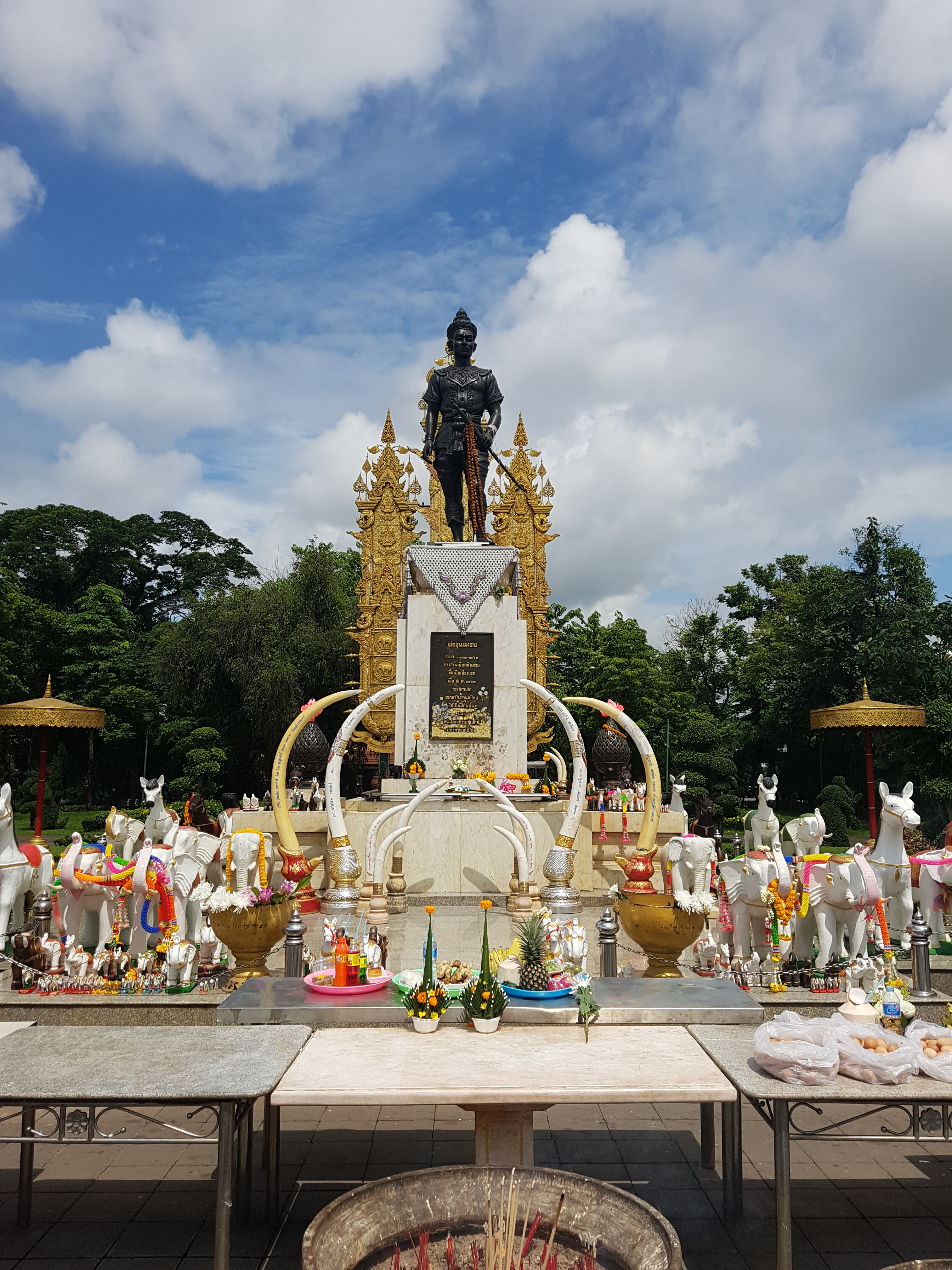
Monument du roi Mengrai (Mangrai)

- Monument au roi de Chiang Rai : la statue du roi Mengrai est révérée autant que celle d'un dieu[1].
- Wat Phra Kaeo, lieu de découverte du Bouddha d'émeraude
- Temple blanc Wat Rong Khun construit par Chalermchai Kositpipat
- Temple bleu Wat Rong Suea Ten avec des œuvres d'art et sculptures conçues par Phuttha Kabkaew (พุทธา กาบแก้ว), élève de Chalermchai Kositpipat[2]
- Maison noire Baan Dam Museum construite par Tawan Duchanee[3],[4]

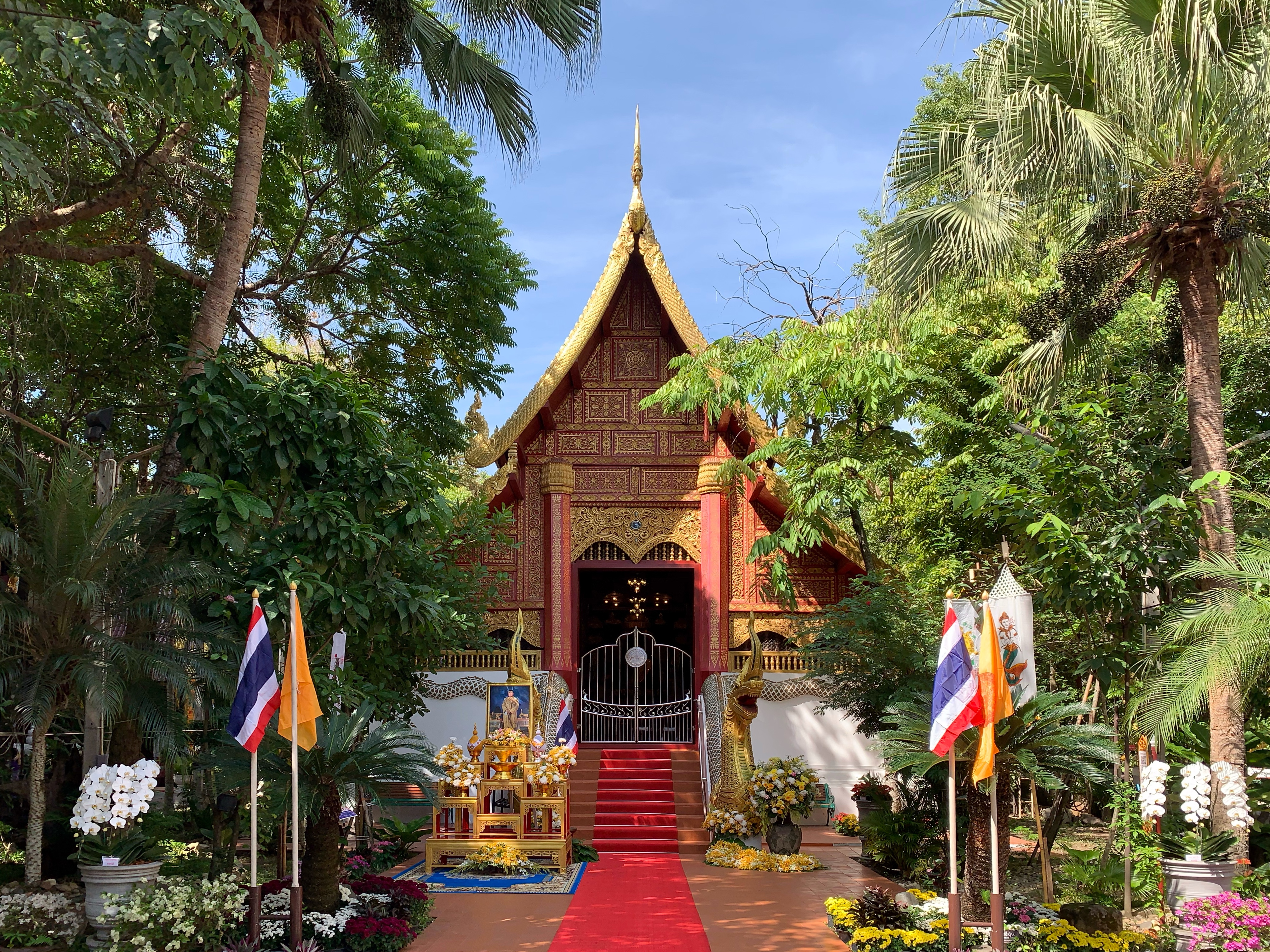
Salle d'assemblée des bonzes et novices (Ubosot ou Bot), Wat Phra Kaeo
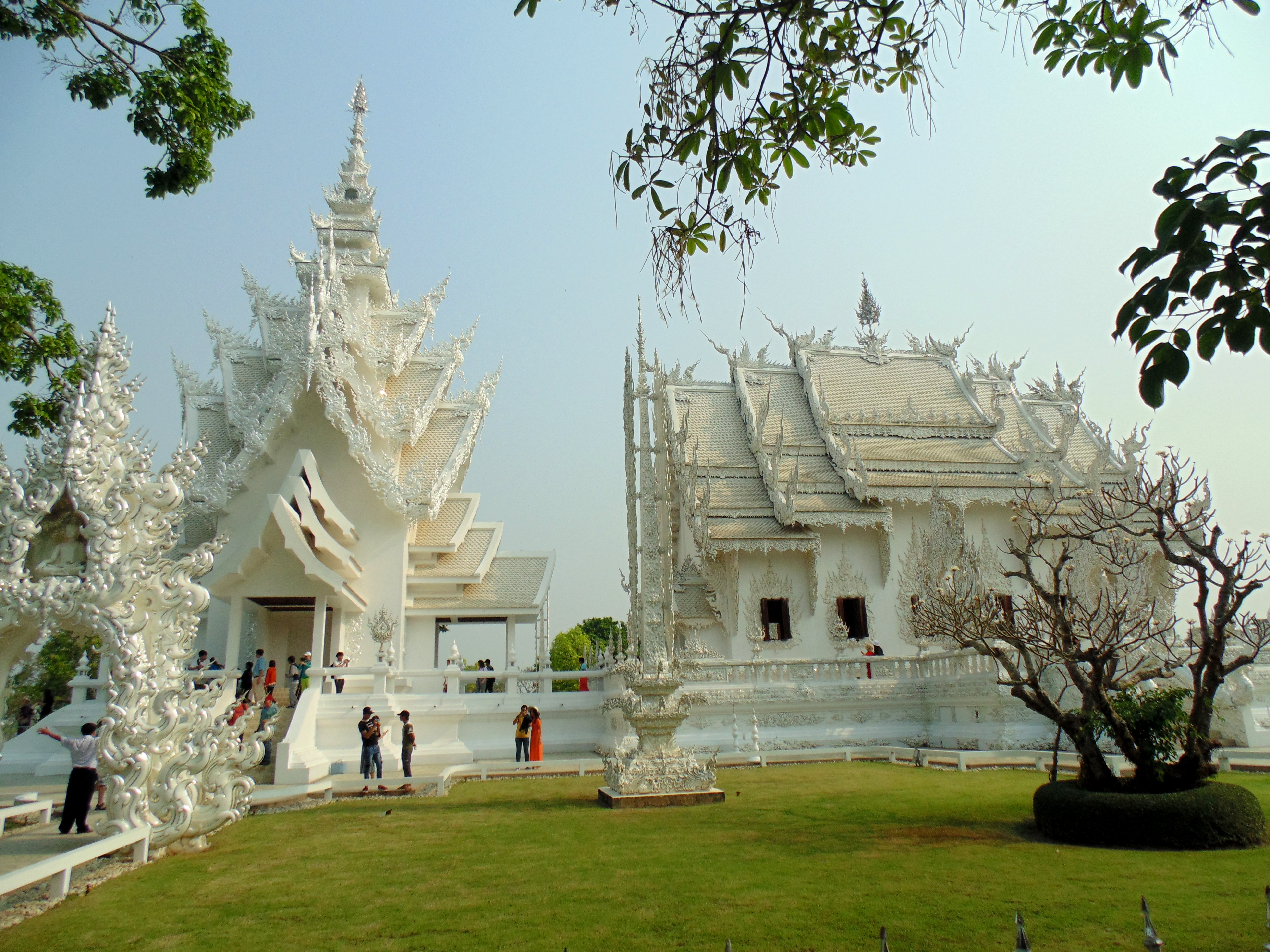
Temple blanc
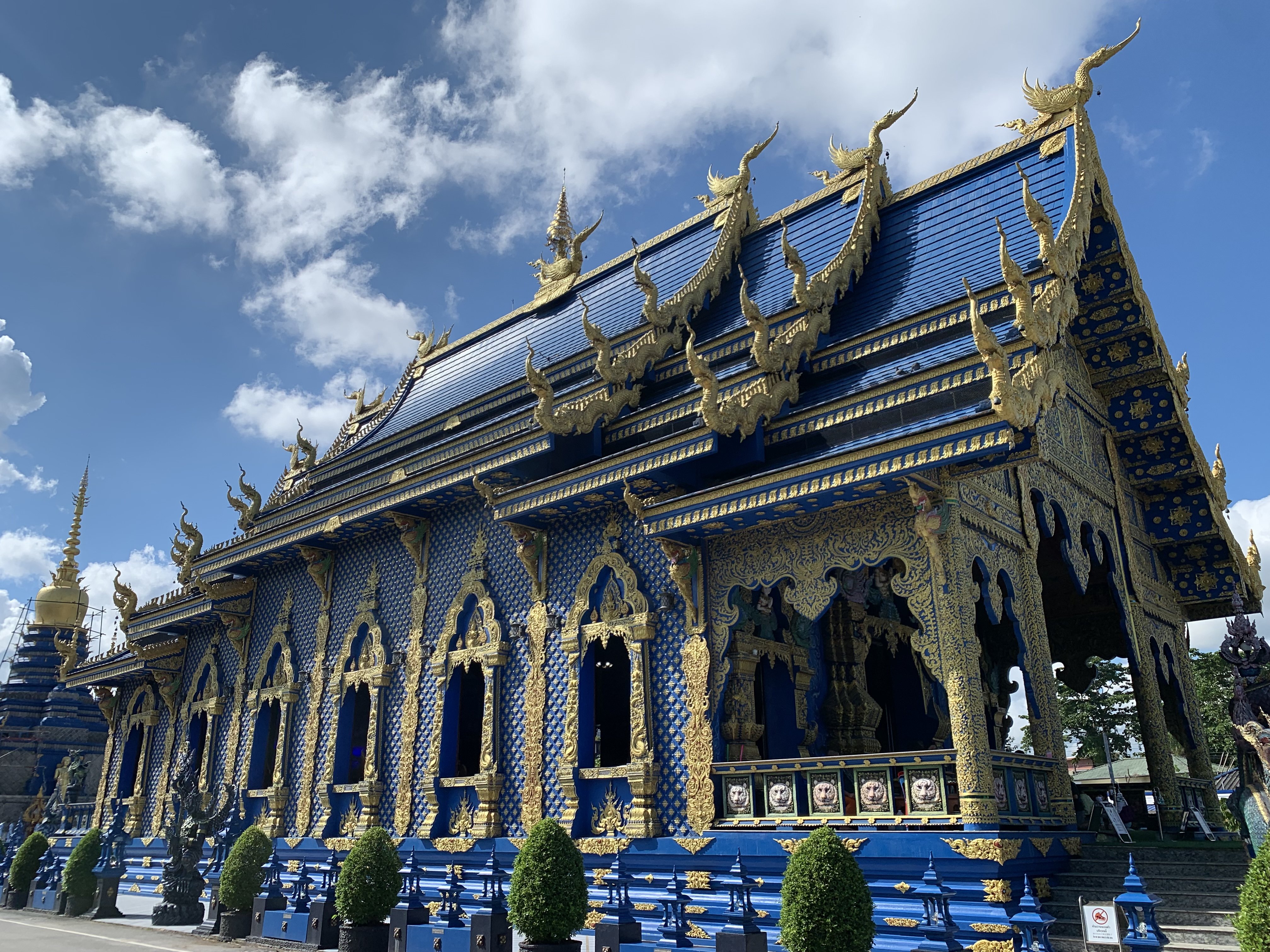
Temple bleu
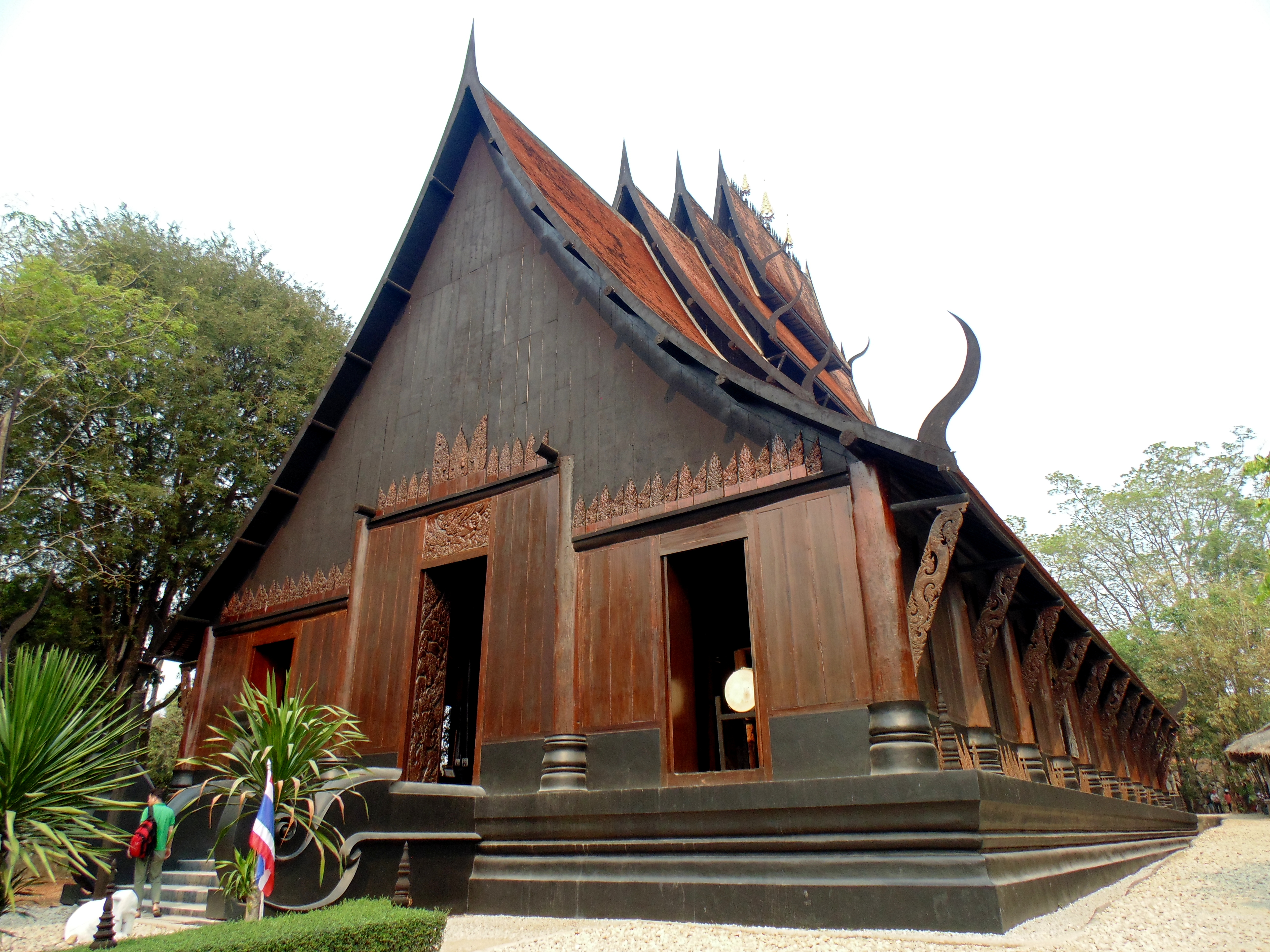
Maison noire